# 丹波立杭焼

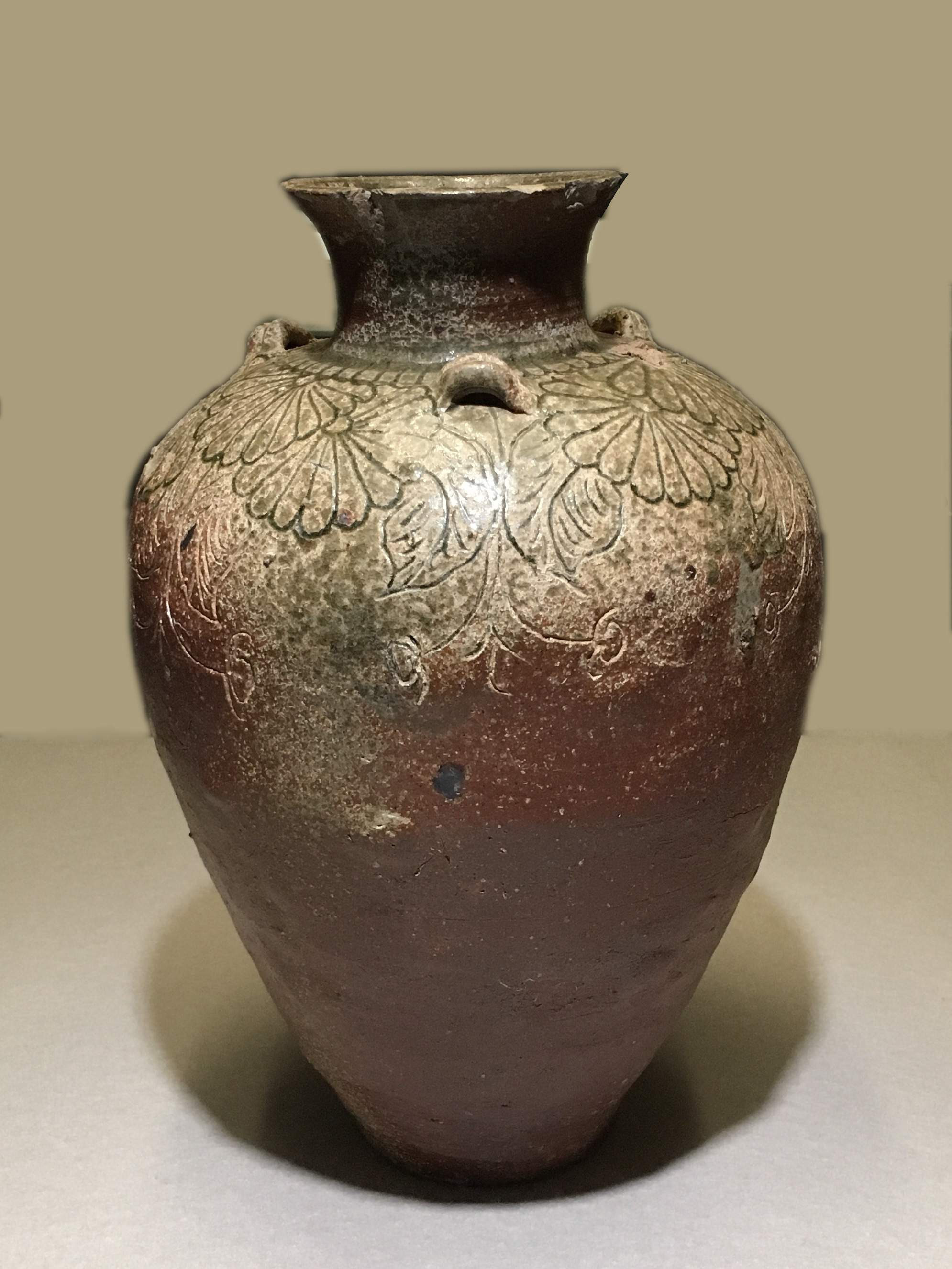
菊花文三耳壺 重要文化財（個人蔵、愛知県陶磁美術館寄託）

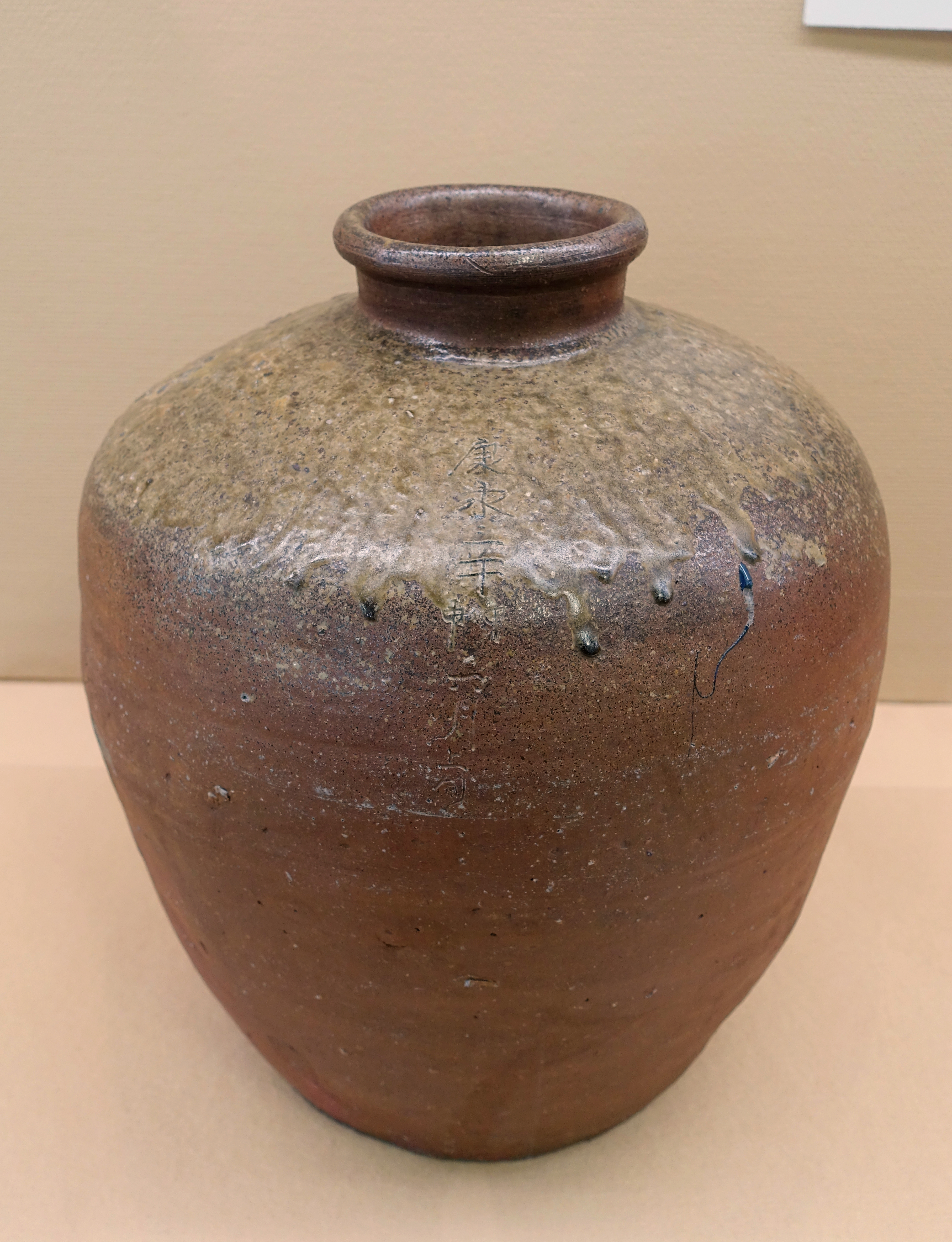
壺 「康永三年甲申六月上旬」銘　南北朝時代（1344年） 箱根美術館蔵

丹波立杭焼（たんばたちくいやき）は、兵庫県丹波篠山市今田地区付近で生産される陶器。主に生活雑器を焼いてきた。丹波焼、または立杭焼（もしくは立杭窯（たちくいがま））ともいう。起源は平安時代末期にまで遡るといわれ、「六古窯」の一つに数えられる。
中世の丹波焼の特徴は赤っぽい土肌にかかる、焼き締めによる自然釉に特徴がある。備前焼、信楽焼に比べ、若緑色のおとなしめで爽やかな作品が多い。江戸時代以後は釉薬や技法が多様になったが、現代の丹波焼でもその風合いを引き継いだ民芸調の作品が多く見られる。

## 概要
現在「古丹波」と呼ばれる焼き物は、丹波焼創世期と考えられる平安時代末期から江戸時代末期の物を指す。
平安時代末期から鎌倉時代が発祥といわれ、登り窯により最高温度約1300度で50〜70時間も焼かれるため器の上に降りかかった松の薪の灰が、釉薬と化合して窯変、「灰被り」と呼ばれる独特な模様と色が現出し、また炎の当たり方によって一品ずつ異なった表情を生み出すのが丹波立杭焼の最大の特徴である。
中世には轆轤を用いない紐作りという手法で形を整え、窖窯と呼ばれる独特の窯で釉薬を用いず、焼き締めて作られた。初期には壺や甕、すり鉢などを主に作っていた。
江戸時代に入ると登り窯が本格的に用いられるようになり、轆轤による形成も導入された。大量生産品としてのすり鉢が堅牢であったため、17世紀には、中部、関東以北に急速に普及し、堺産のすり鉢が18世紀中盤以降に普及するまでは東日本で瀬戸と二分するシェアを誇った。一方で、小堀政一（遠州）等の影響により、茶碗、茶入、水指といった茶器の分野においても数多くの銘器を生み、京都や美濃焼に影響され、「灰釉」や「赤土部釉」、「石黒釉」など様々な釉薬が開発され、それらの釉薬を用いた陶器が誕生した。
江戸時代後期には篠山藩の保護育成などもあり、「直作」、「一房」、「花遊」、「一此」、「市作」、「此作」などの銘印が押される作品が排出され、その技を互いに競い合い各々の腕を誇り、世に名を轟かせる陶工を輩出した。
そして「京焼」との交流により、白化粧土の装飾を施された「丹波のスリップウェア」とも呼ばれた「白丹波」が生み出された。
窖窯時代には小野原焼と呼ばれていたが、登り窯時代に至って、現在の呼び名である丹波焼あるいは立杭焼の呼称が確立し、1978年（昭和53年）には丹波立杭焼の名称で国の伝統的工芸品指定を受けた。現在、今田町上立杭、下立杭、釜屋地区の窯元は約60軒あり、今田以外にも丹波立杭焼を名乗る窯元が多数ある。
2017年4月29日、丹波立杭焼は、備前焼（岡山県備前市）、越前焼（福井県越前町）、瀬戸焼（愛知県瀬戸市）、常滑焼（愛知県常滑市）、信楽焼（滋賀県甲賀市）、とともに、日本六古窯として日本遺産に認定された（日本六古窯 公式Webサイト）。

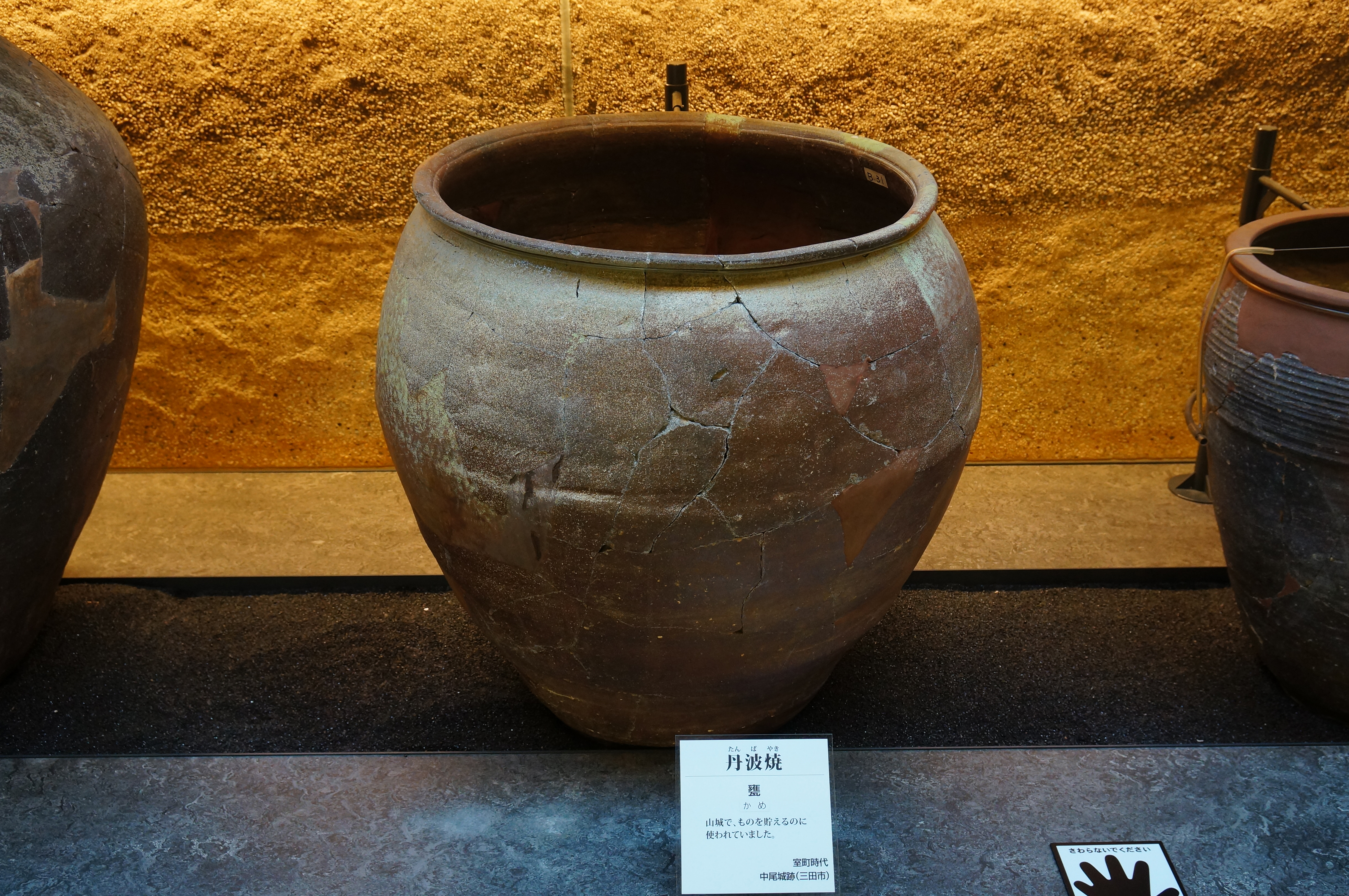
中尾城跡で出土した丹波立杭焼の甕（室町時代、兵庫県立考古博物館蔵）
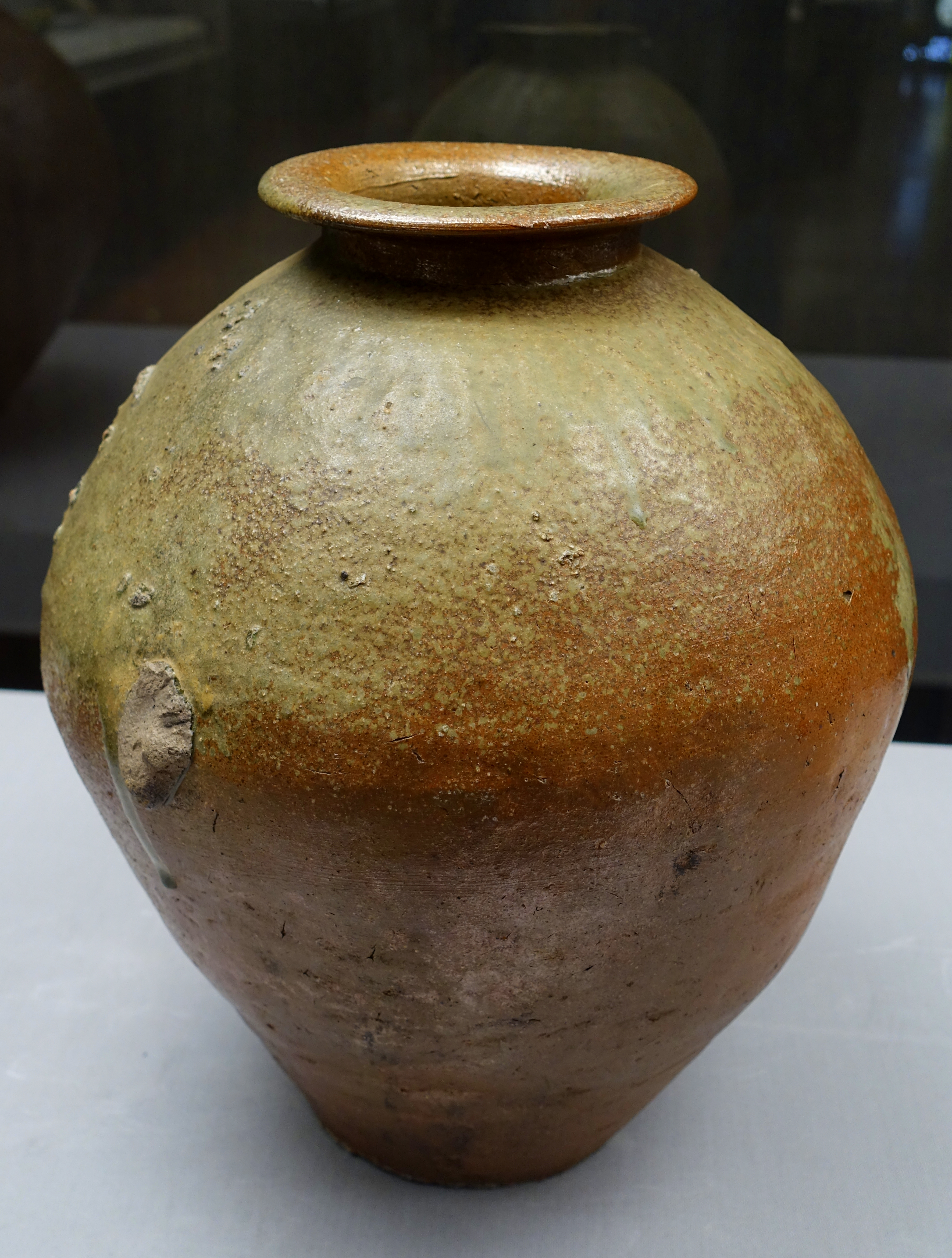
自然釉大壺 室町時代（15 - 16世紀） 東京国立博物館蔵（列品番号G - 5752）
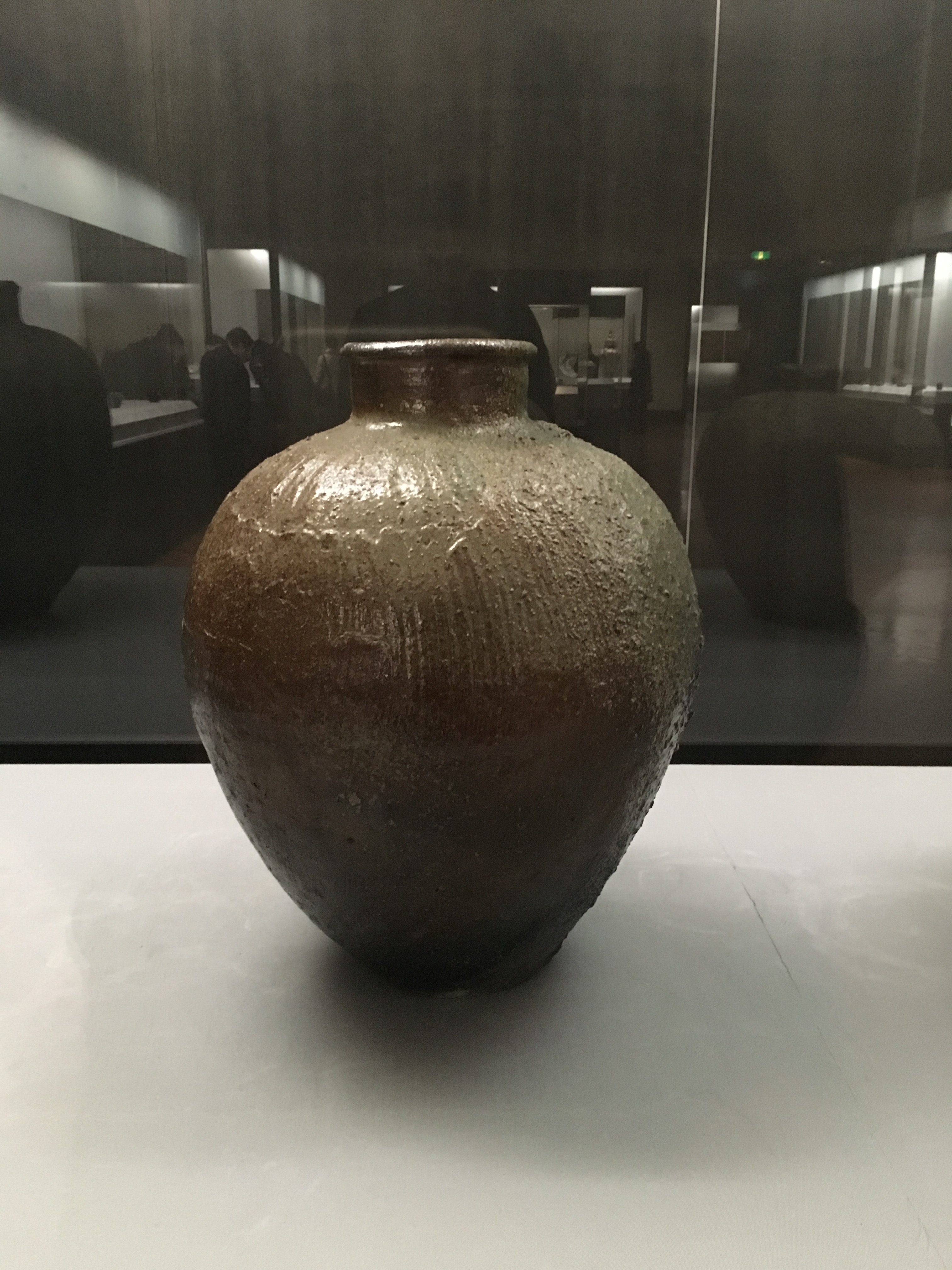
自然釉大壺 安土桃山時代（16世紀） 東京国立博物館蔵（列品番号G - 5753）

## 陶器まつり
毎年10月の第3土曜、日曜日には「陶器まつり」が開催され、普段は人通りもまばらな窯元の立ち並ぶ小路まで多くの人々が繰り出し終日賑わう。

## 文化財、関連施設
- 丹波篠山市
  - 兵庫陶芸美術館
  - 立杭陶の郷 - 正式名は、丹波伝統工芸公園立杭陶の郷。丹波立杭陶磁器協同組合が運営する。近代的な建物に56の窯元の作品がそれぞれの窯元別に展示販売されており、作風の違いを確かめながら自由に選ぶことができ、年間十数万人の集客がある。
  - 丹波焼陶芸会館

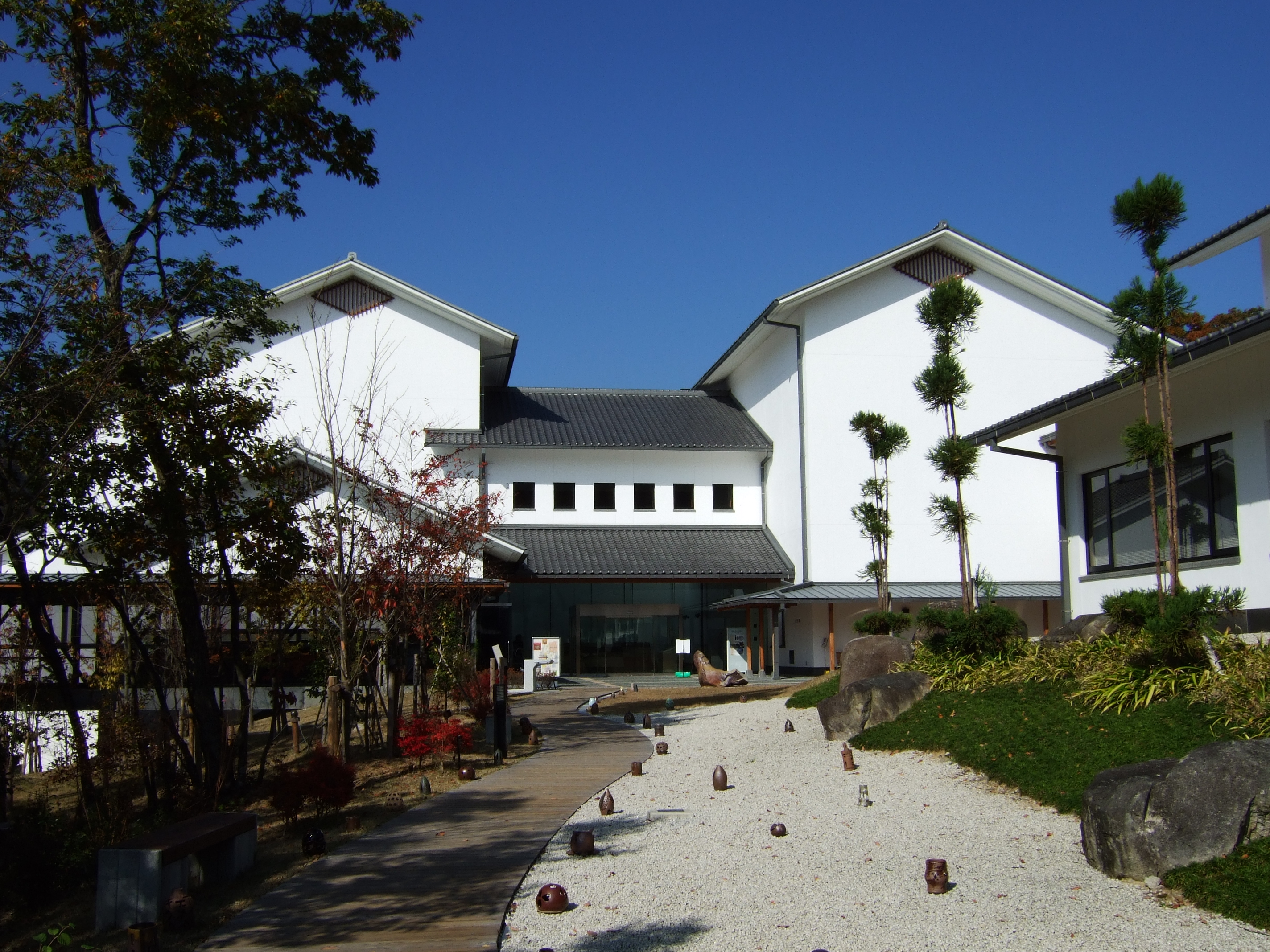
兵庫陶芸美術館
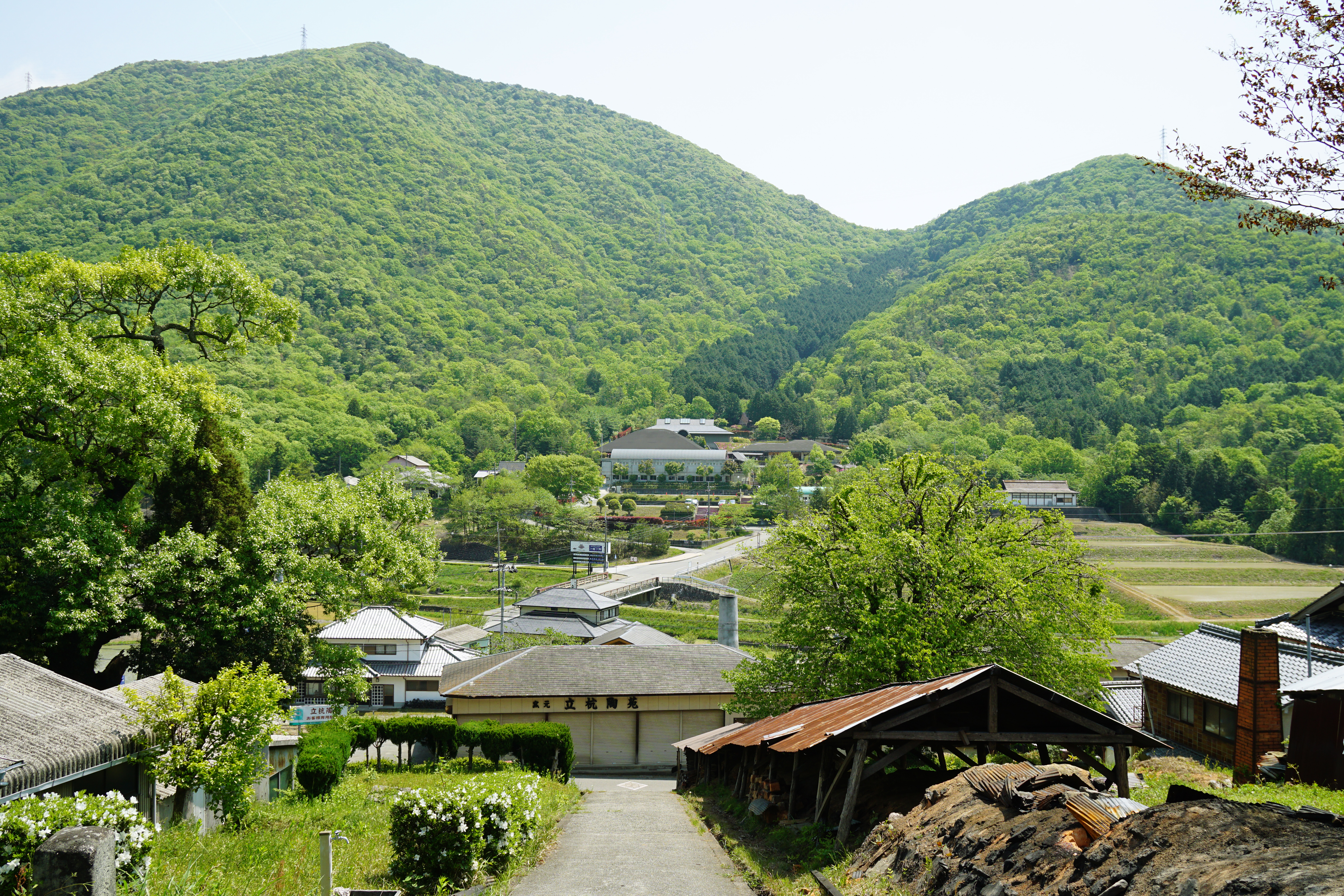
立杭陶の郷（奥）と登り窯
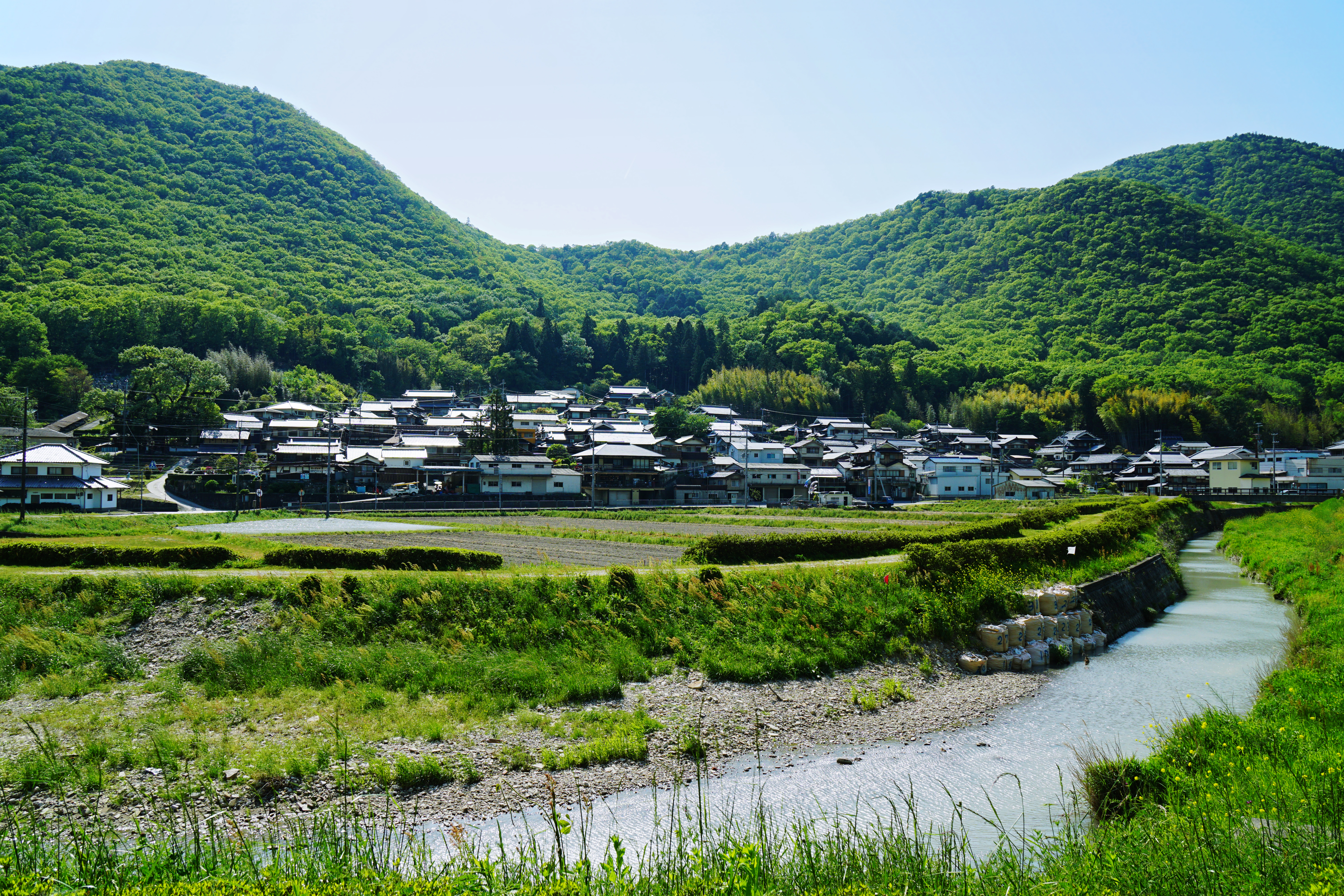
丹波立杭焼の産地「上立杭」
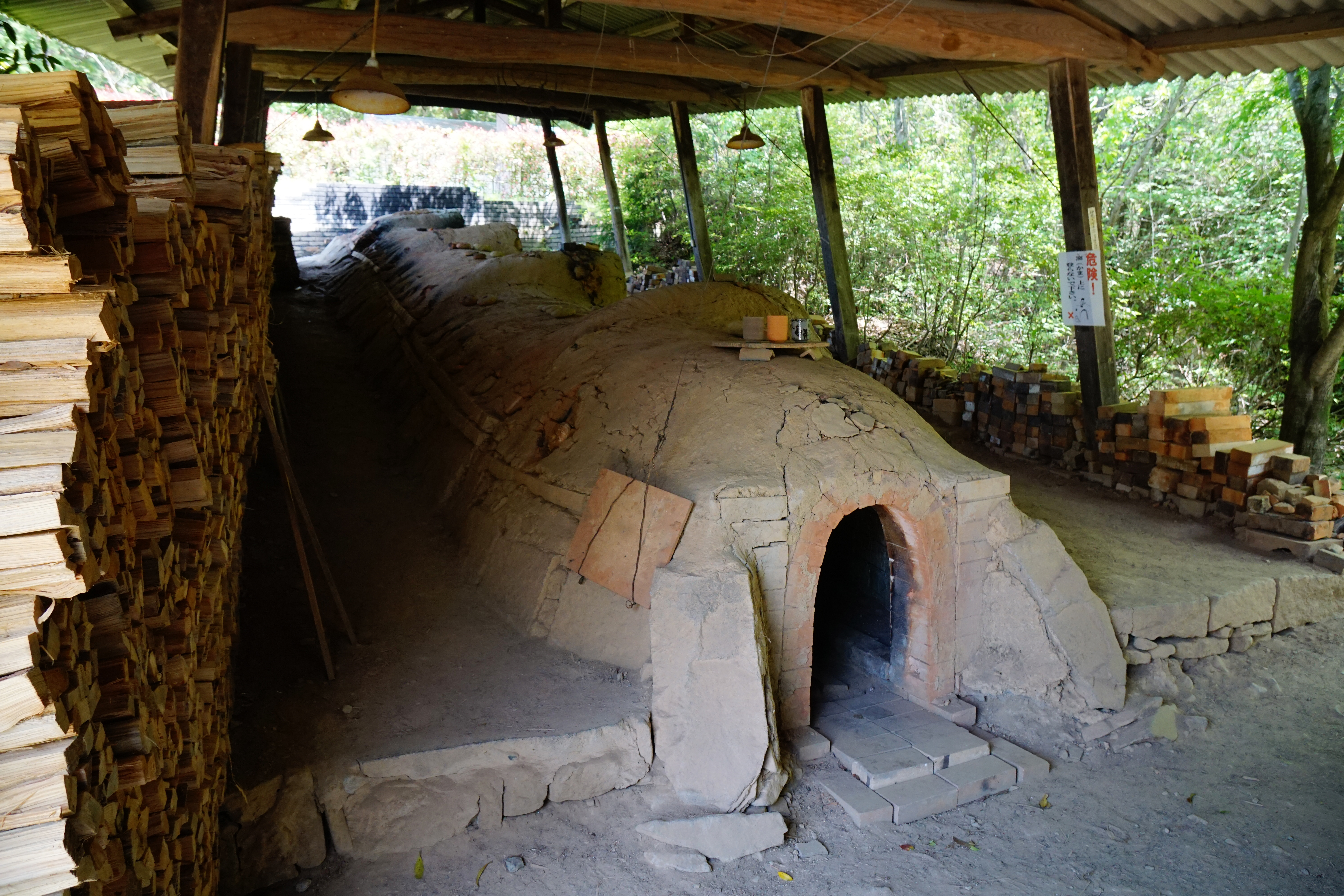
上立杭にある登り窯